# مقاطعة براون (نبراسكا)
مقاطعة براون (بالإنجليزية: Brown County)‏ هي إحدى مقاطعات ولاية نبراسكا في الولايات المتحدة الأمريكية.